# Morze Bałtyk Szczecin
KS Morze Bałtyk Szczecin – polski męski klub siatkarski ze Szczecina. Kontynuator tradycji sekcji siatkarskiej Stali Stocznia Szczecin (utworzonej w 1973), a następnie Morza Szczecin (funkcjonującego od 1993). W 2014 przekształcony w Espadon Szczecin.
W latach 1984−1989 siatkarze Stali Stocznia zdobyli sześć medali mistrzostw kraju: dwukrotnie − złoty (1985, 1987), dwa razy − srebrny (1986, 1988) i dwukrotnie − brązowy (1984, 1989). 3. miejsce ekstraklasy (I ligi Serii A) - już pod nazwą Solo Morze Szczecin - powtórzyli w 1997, a rok później wywalczyli wicemistrzostwo Polski (jako Bosman Morze Szczecin).
W sezonie 2008/2009 Morze Bałtyk wywalczyło 3. miejsce grupy 1. II ligi. W sezonie 2013/2014 zajęło 3 miejsce w grupy A II ligi. Gdy z gry w I lidze zrezygnowały zespoły Karpaty Krosno i TKS Nascon Tychy, wówczas wolne miejsce uzupełnił m.in. Morze Bałtyk Szczecin.

## Sukcesy
- Mistrzostwa Polski:
  -  1. miejsce (2x): 1985, 1987
  -  2. miejsce (3x): 1986, 1988, 1998
  -  3. miejsce (3x): 1984, 1989, 1997
- Puchar Polski:
  -  2. miejsce (3x): 1988, 1989, 2003
  -  3. miejsce (2x): 1981, 1995

## Źródła
- Historia siatkówki w Szczecinie. [dostęp 2011-09-06]. [zarchiwizowane z tego adresu (2011-10-25)].